# Cadre-47/2-Europameisterschaft 2011

Logo CEB (ausrichtender Verband)

Veranstaltungsort: Haarlo

Die Cadre-47/2-Europameisterschaft 2011 war das 65. Turnier in dieser Disziplin des Karambolagebillards und fand vom 18. bis zum 22. Mai 2011 in Haarlo in der niederländischen Provinz Gelderland statt. Es war die 24. Cadre-47/2-Europameisterschaft in den Niederlanden.

## Geschichte
Diese Europameisterschaft wurde als Supercup der klassischen Disziplinen (Cadre 47/2, Cadre 71/2 und Einband) im niederländischen Haarlo ausgetragen. Es siegte zum dritten Mal in Cadre 47/2 Pierre Soumagne aus Frankreich.

## Modus
Gespielt wurde in zwei Gruppen à 4 Teilnehmer. Die Gruppensieger und die Gruppenzweiten qualifizierten sich für die KO-Runde. Es wurde bis 300 Punkte gespielt. Platz drei wurde nicht ausgespielt.
Die Qualifikationsgruppen wurden nach Rangliste gesetzt. Es gab außer dem Titelverteidiger keine gesetzten Spieler mehr für das Hauptturnier.
1. MP = Matchpunkte
2. GD = Generaldurchschnitt
3. HS = Höchstserie

## Gruppenphase
| Gruppe A | Gruppe A         | Gruppe A | Gruppe A | Gruppe A | Gruppe A | Gruppe A | Gruppe A |
| Platz    | Name             | MP       | Pkt.     | Aufn.    | GD       | BED      | HS       |
| -------- | ---------------- | -------- | -------- | -------- | -------- | -------- | -------- |
| 1        | Frédéric Caudron | 6:0      | 900      | 14       | 64,28    | 100,00   | 298      |
| 2        | Esteve Mata      | 4:2      | 698      | 12       | 58,16    | 100,00   | 208      |
| 3        | Brahim Djoubri   | 2:4      | 602      | 17       | 35,41    | 50,00    | 153      |
| 4        | Xavier Gretillat | 0:6      | 458      | 15       | 30,53    | –        | 168      |

| Gruppe B | Gruppe B        | Gruppe B | Gruppe B | Gruppe B | Gruppe B | Gruppe B | Gruppe B |
| Platz    | Name            | MP       | Pkt.     | Aufn.    | GD       | BED      | HS       |
| -------- | --------------- | -------- | -------- | -------- | -------- | -------- | -------- |
| 1        | Patrick Niessen | 4:2      | 830      | 11       | 75,45    | 150,00   | 263      |
| 2        | Pierre Soumagne | 4:2      | 643      | 11       | 58,45    | 75,00    | 257      |
| 3        | Marek Faus      | 2:4      | 636      | 12       | 53,00    | 75,00    | 175      |
| 4        | Arnim Kahofer   | 2:4      | 440      | 14       | 31,42    | 50,00    | 175      |

## KO-Phase
|  | Halbfinale       | Halbfinale | Halbfinale | Halbfinale | Halbfinale | Halbfinale |                 |                 | Finale | Finale | Finale | Finale | Finale | Finale |
|  |                  |            |            |            |            |            |                 |                 |        |        |        |        |        |        |
|  |                  | MP         | Pkte.      | Aufn.      | ED         | HS         |                 |                 |        |        |        |        |        |        |
|  |                  | MP         | Pkte.      | Aufn.      | ED         | HS         |                 |                 |        |        |        |        |        |        |
|  | Patrick Niessen  | 2          | 300        | 1          | 300,00     | 300        |                 |                 |        |        |        |        |        |        |
|  | Patrick Niessen  | 2          | 300        | 1          | 300,00     | 300        |                 | MP              | Pkte.  | Aufn.  | ED     | HS     |        |        |
|  | Esteve Mata      | 0          | 165        | 1          | 165,00     | 165        |                 | MP              | Pkte.  | Aufn.  | ED     | HS     |        |        |
|  | Esteve Mata      | 0          | 165        | 1          | 165,00     | 165        | Patrick Niessen | 0               | 141    | 6      | 23,50  | 92     |        |        |
|  |                  | MP         | Pkte.      | Aufn.      | ED         | HS         | Patrick Niessen | 0               | 141    | 6      | 23,50  | 92     |        |        |
|  |                  | MP         | Pkte.      | Aufn.      | ED         | HS         |                 | Pierre Soumagne | 2      | 300    | 6      | 50,00  | 153    |        |
|  | Frédéric Caudron | 0          | 178        | 2          | 89,00      | 178        |                 | Pierre Soumagne | 2      | 300    | 6      | 50,00  | 153    |        |
|  | Frédéric Caudron | 0          | 178        | 2          | 89,00      | 178        |                 |                 |        |        |        |        |        |        |
|  | Pierre Soumagne  | 2          | 300        | 2          | 150,00     | 238        |                 |                 |        |        |        |        |        |        |
|  | Pierre Soumagne  | 2          | 300        | 2          | 150,00     | 238        |                 |                 |        |        |        |        |        |        |

## Abschlusstabelle
| MP    | Match Points (Sieger = 2; Unentschieden = 1; Verlierer = 0) |
| Pkte. | Erzielte Karambolagen                                       |
| Aufn. | Benötigte Versuche                                          |
| GD    | Generaldurchschnitt                                         |
| BED   | Bester Einzeldurchschnitt eines Spielers                    |
| HS    | Höchstserie                                                 |
|       | Bester GD des Turniers                                      |
|       | Bester ED des Turniers                                      |
|       | Beste HS des Turniers                                       |
|       | 1. Platz (Gold)                                             |
|       | 2. Platz (Silber)                                           |
|       | 3. Platz (Bronze)                                           |

| Phase                                | Platz | Name             | MP  | Pkt. | Aufn. | GD    | BED    | HS  |
| ------------------------------------ | ----- | ---------------- | --- | ---- | ----- | ----- | ------ | --- |
| Finale                               | 1     | Pierre Soumagne  | 8:2 | 1243 | 19    | 65,42 | 150,00 | 257 |
| Finale                               | 2     | Patrick Niessen  | 6:4 | 1271 | 18    | 70,61 | 300,00 | 300 |
| Halb- finale                         | 3     | Frédéric Caudron | 6:2 | 1078 | 16    | 67,37 | 100,00 | 298 |
| Halb- finale                         | 3     | Esteve Mata      | 4:4 | 863  | 13    | 66,38 | 100,00 | 208 |
| Gruppen- phase                       | 5     | Marek Faus       | 2:4 | 636  | 12    | 53,00 | 75,00  | 175 |
| Gruppen- phase                       | 6     | Brahim Djoubri   | 2:4 | 602  | 17    | 35,41 | 50,00  | 153 |
| Gruppen- phase                       | 7     | Arnim Kahofer    | 2:4 | 440  | 14    | 31,42 | 50,00  | 175 |
| Gruppen- phase                       | 8     | Xavier Gretillat | 0:6 | 458  | 15    | 30,53 | –      | 168 |
| Turnierdurchschnitt: Endrunde: 53,14 |       |                  |     |      |       |       |        |     |